# Police en alerte
« Faux Grisbi sur la ville » redirige ici. Pour les autres significations, voir Grisbi (homonymie).
Pour plus de détails, voir Fiche technique et Distribution.
Police en alerte, aussi connu sous le nom Faux Grisbi sur la ville (I falsari), est un film italien réalisé par Franco Rossi, sorti en 1951, avec Doris Duranti, Fosco Giachetti et Erno Crisa dans les rôles principaux.
Il s'agit de la première réalisation de Rossi.

## Synopsis
L'inspecteur Moroni (Fosco Giachetti) est sur une affaire de faux monnayeurs. Les soupçons se portent sur Teresa (Doris Duranti), la gérante d'un institut d'orphelins et sur Pietro (Erno Crisa), ouvrier dans une papeterie.

## Fiche technique
Sauf indication contraire, les informations mentionnées dans cette section peuvent être confirmées par la base de données cinématographiques IMDb,  présente dans la section « Liens externes ».
- Titre français : Police en alerte ou Faux Grisbi sur la ville[1]
- Titre original : I falsari
- Réalisation : Franco Rossi, assisté de Ottavio Alessi
- Scénario : Edoardo Anton, Ugo Guerra et Leopoldo Trieste
- Photographie : Domenico Scala
- Musique : Carlo Rustichelli
- Montage : Mario Serandrei
- Costumes : Gaia Romanini
- Production : Nazareno Gallo
- Société de production :
- Pays d'origine :  Italie
- Format : Noir et blanc - 1,37:1 - Mono
- Durée : 90 minutes (1 h 30)
- Genre : Drame, film policier
- Date de sortie :
  - Italie : 21 septembre 1951
  - France : 2 février 1955[1]
- Affiche : Duccio Marvisi (France)

## Distribution
- Doris Duranti : Teresa
- Fosco Giachetti : Inspecteur Moroni
- Erno Crisa : Pietro
- Lianella Carell : Lucia
- Saro Urzì : commissare Terlizi
- Nerio Bernardi : Maggiori
- Gabriele Ferzetti : Dario
- Mario Angelotti : brigadier Niccoli
- Leopoldo Trieste : brigadier Caputo
- Roberto Murolo: chanteur
- Rosolino Bua (de)
- Attilio Dottesio
- Michele Malaspina (it)
- Agostino Salvietti : Le vendeur de livres d'occasion
- Mario Terribile
- Flora Torrigiani (it)